# دورچستر (بوستون)
دورچستر، بوستون (به انگلیسی: Dorchester) یک محله در بوستون، ماساچوست است.

## خصوصیات
دورچستر ۹۱٬۹۸۲ یا۱۳۴٬۰۰۰ نفر جمعیت دارد.